# ألكسندر جوسيف (لاعب هوكي الجليد)
ألكسندر جوسيف (بالروسية: Александр Владимирович Гусев) (و. 1947  م) هو لاعب هوكي الجليد سوفيتي، ولد في موسكو، شارك في الألعاب الأولمبية الشتوية 1976، مركز لعبه هو مدافع ‏.

## جوائز
حصل على جوائز منها:
- جائزة سيد الرياضة السوفيتي التشريفية  [لغات أخرى]‏.

## روابط خارجية
- ألكسندر جوسيف على موقع EliteProspects.com (الإنجليزية)
- ألكسندر جوسيف على موقع Eurohockey.com (الإنجليزية)
- ألكسندر جوسيف على موقع HockeyDB.com (الإنجليزية)
- ألكسندر جوسيف على موقع اللجنة الأولمبية الدولية (الإنجليزية)
- ألكسندر جوسيف على موقع أوليمبيديا (الإنجليزية)